# Sci-Fi Crimes
Sci-Fi Crimes è il quinto album discografico in studio del gruppo musicale hard rock statunitense Chevelle, pubblicato nell'agosto 2009.

## Tracce
1. Sleep Apnea – 3:51
2. Mexican Sun – 4:16
3. Shameful Metaphors – 4:21
4. Jars – 3:19
5. Fell into Your Shoes – 5:06
6. Letter from a Thief – 3:27
7. Highland's Apparition – 4:08
8. Roswell's Spell – 4:37
9. Interlewd – 1:21
10. A New Momentum – 4:25
11. This Circus – 4:32

## Gruppo
- Pete Loeffler - voce, chitarra
- Sam Loeffler - batteria
- Dean Bernardini - basso, cori

## Classifiche
- Billboard 200 - #6[1]